# Past and Present (Stargate SG-1)
Past and Present (Pasado y Presente) es el decimoprimer episodio de la tercera temporada de la serie de televisión de ciencia ficción Stargate SG-1, y el quintuagesimo quinto capítulo de toda la serie.

## Trama
El SG-1 llega por el Portal a dentro de una clase de almacén. Allí son recibidos por un hombre llamado Orner, y una mujer, Leyal, que se sorprenden no solo del SG-1 sino también del hecho que recuerden toda su vida, ya que les dicen que ellos no recuerdan nada "antes del Vorlix". Investigando más, el SG-1 descubre que todo el planeta no recuerda nada antes de una cierta fecha hace por lo menos un año; una amnesia en masa. Además, no hay niños o ancianos aunque hay varios cuadros de estos últimos.
Orner lleva al SG-1 frente a una importante miembro del “Gobierno transitorio” de Vyan llamada Ke'ra, que les muestra la biblioteca principal y explica que su sociedad es inestable y está comprometida gravemente debido al Vorlix. Cuando Ke'ra descubre que el equipo vino a través del Stargate, ella les muestra un cuaderno escrito por un científico antes de que el Vorlix sucediera, que menciona a una “visitante” quién llegó al planeta de la misma forma. La visitante era una científica que sé hacía llamar “Linnea”. El SG-1 deduce que probablemente fue Linnea, también llamada “destructora de mundos”, quién causó el Vorlix y por consiguiente él equipo tiene una cierta responsabilidad por lo sucedido.
Deciden traer a Ke'ra, Orner y a Leyal al SGC de modo que la Dra. Fraiser pueda estudiar el problema. Ella determina que el acontecimiento catastrófico está relacionado con un insecticida llamado “Dargol,” que se había infiltrado en el alimento del planeta, teniendo como resultado una disminución en la tasa de nacimientos, lo que explica la ausencia de niños. Linnea había creado un derivado del Dargol que permitía retrasar el envejecimiento y devolver la juventud a las personas (los ancianos no se habían ido, sino vuelto más jóvenes). La amnesia era un efecto secundario involuntario.
Carter dedujo de las notas de Linnea encontradas en la biblioteca, que probablemente ocurrió un accidente de laboratorio mientras esta trabaja y por eso el Vorlix se propagó por el planeta, afectándola incluso a ella.
Ke’ra había dicho que los dos únicos cuerpos de ancianos fueron encontrados quemados en un incendio, y que se cree que uno de ellos era el de Linnea y el otro del profesor que la conoció. Sin embargo la Mayor Carter al leer las últimas notas de Linnea en su diario, encontró que esta se hallaba realizando experimentos con un hombre y una mujer. Por eso, y a pesar del deseo de negación de O'Neill, Carter afirma que probablemente Linnea no solo sobrevivió sino que como rejuveneció no la podrían reconocer. Debido a esto, deciden comparar el ADN de Ke'ra con el de Linnea, que tenían desde la vez que ella visitó el SGC, confirmando que son la misma persona. No obstante, no se lo dicen. Luego, la Dra. Fraiser informa al General Hammond que no pueden sintetizar un antídoto en un corto plazo, por lo que se ven en la necesidad de pedir a Ke'ra que los ayude. Después de varios intentos logran crear un antídoto efectivo, sin embargo, Ke’ra comienza a sospechar que probablemente ella es Línea, debido a que el SG-1 la vigila demasiado. Daniel se lo confirma y ella para saber si es efectivamente Línea, decide robar un poco del antídoto. Se lo inyecta y recupera la memoria. Después Daniel, quien ha compartido una relación íntima con Ke'ra hasta el momento, logra evitar que Ke'ra se suicide para destruir al monstruo que lleva dentro. La situación se resuelve finalmente cuando Ke'ra toma otra dosis del derivado del Dargol, perdiendo su memoria de nuevo. Los Vyans acuerdan acoger de nuevo a Ke'ra en su planeta y darle una nueva vida.

## Artistas invitados
- Megan Leitch como Ke'ra
- Jason Gray-Stanford como Orner
- Marya Delver como Mayris
- Luisa Cianni como mujer.
- Teryl Rothery como la Dra. Janet Fraiser.